# ニール・ヤング・ウィズ・クレイジー・ホース (アルバム)
『ニール・ヤング・ウィズ・クレイジー・ホース』（Everybody Knows This Is Nowhere）は、ニール・ヤングの2枚目のスタジオ・アルバム。1969年の国内盤ファースト・リリースでは邦題を『いちご白書』と付けられた。1971年のセカンド・リリース以降で『ニール・ヤング・ウィズ・クレイジー・ホース』と改められた。

## 解説
前作『ニール・ヤング』の発表から間もない1969年5月に発売された。長年、共に活動する事となるバックバンド、クレイジー・ホースとの最初のアルバムである。「ダウン・バイ・ザ・リヴァー」、「シナモン・ガール」などがシングルカットされた。Billboard 200の34位を記録。
シンガーソングライターのロビン・レインが「ラウンド・アンド・ラウンド」にバッキング・ボーカルで参加している。
『ローリング・ストーン』誌が選んだ「歴代最高のアルバム500選」において407位に選ばれている。

## 収録曲
Side 1
1. シナモン・ガール - "Cinnamon Girl" - 2:58
2. エヴリボディ・ノウズ - "Everybody Knows This Is Nowhere" - 2:26
3. ラウンド・アンド・ラウンド - "Round & Round (It Won't Be Long)" - 5:49
4. ダウン・バイ・ザ・リヴァー - "Down by the River" - 9:13

Side 2
1. ルージング・エンド - "Losing End (When You're on)" - 4:03
2. ランニング・ドライ - "Running Dry (Requiem for the Rockets)" - 5:30
3. カウガール・イン・ザ・サンド - "Cowgirl in the Sand" - 10:06